# Piotrkowsko-Bełchatowski Okręg Przemysłowy
Piotrkowsko-Bełchatowski Okręg Przemysłowy – okręg przemysłowy położony na Równinie Piotrkowskiej i Wysoczyźnie Bełchatowskiej oparty na wydobyciu węgla brunatnego oraz przemyśle włókienniczym oraz maszynowym. Jego głównymi ośrodkami są dwa miasta Piotrków Trybunalski i Bełchatów stąd też nazwa okręgu. Okręg zamieszkuje około 250 tys. ludzi, a czasem określany jest mianem dwumiasta.

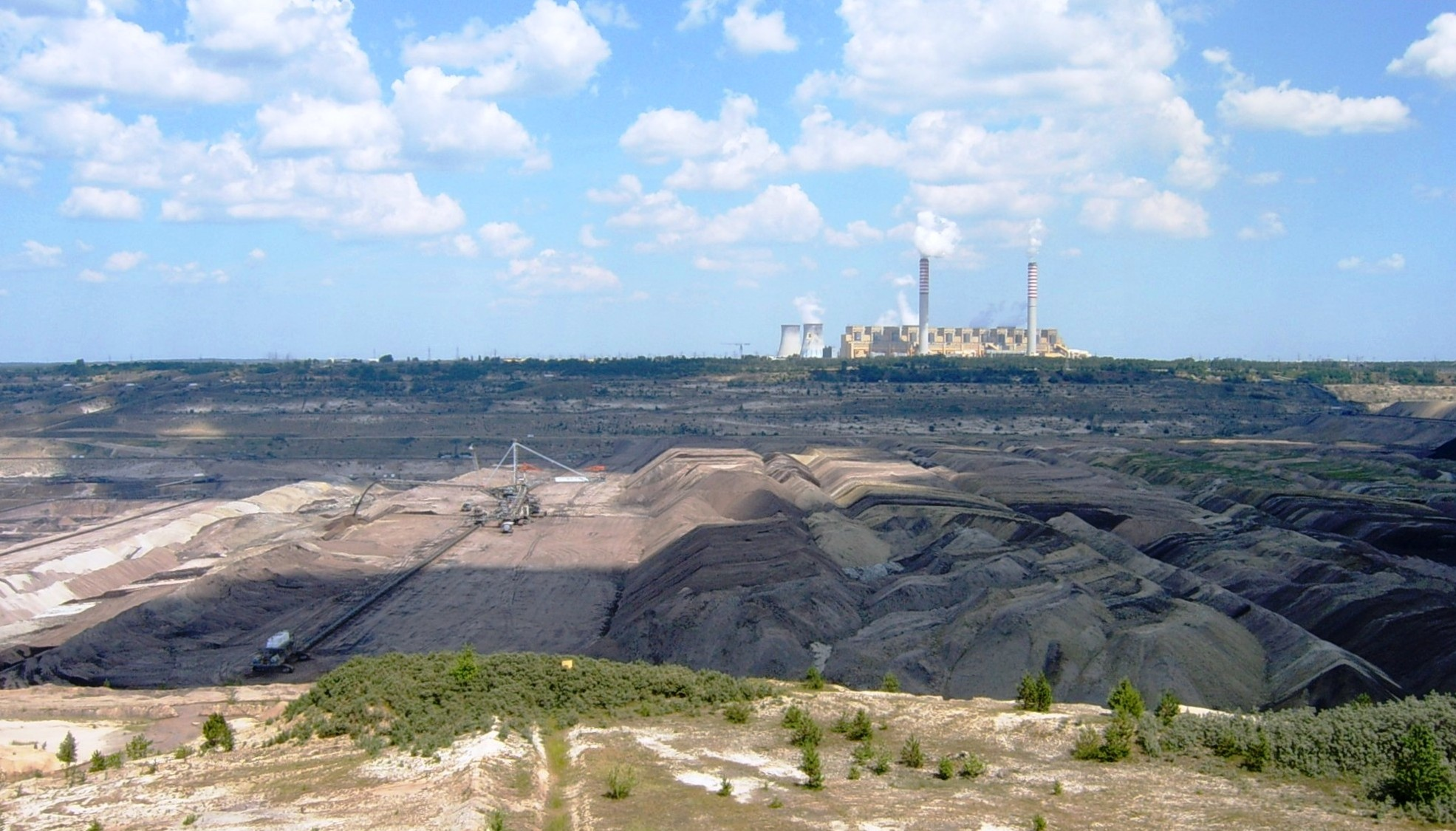
Kopalnia Węgla Brunatnego Bełchatów i Elektrownia Bełchatów

## Surowce
Region ten jest częścią Wzniesień Południowomazowieckich. W okolicach Bełchatowa a dokładnie w gminie Kleszczów występują złoża węgla brunatnego. Natomiast około 16 km na wschód od Piotrkowa Trybunalskiego w Sulejowie występują złoża skał wapiennych.

## Przemysł

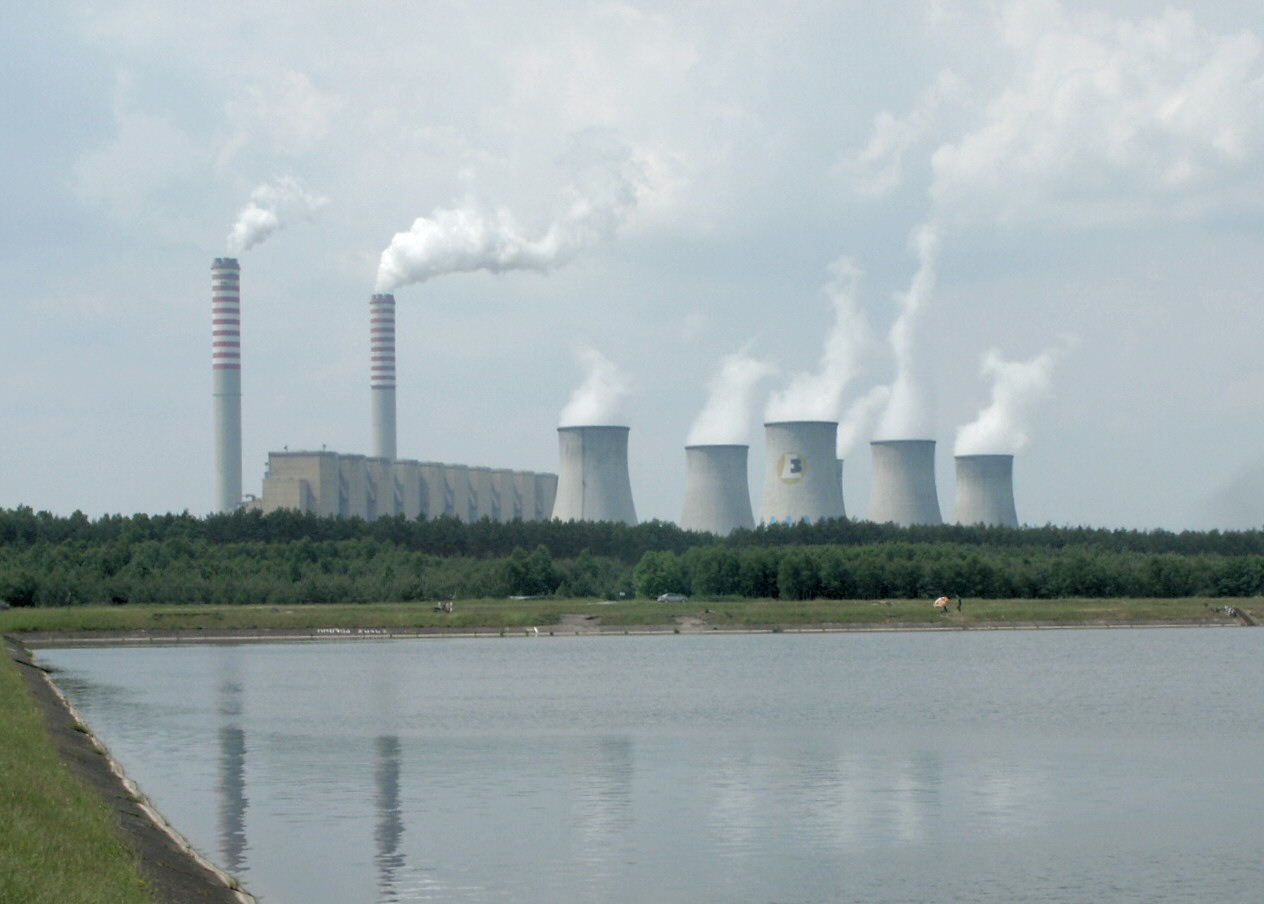
Elektrownia Bełchatów

Przemysł w okręgu wyraźnie się spolaryzował. W Bełchatowie koncentruje się przemysł wydobywczy natomiast w Piotrkowie dominuje przemysł maszynowy, przetwórczy oraz włókienniczy a w ostatnim czasie także logistyka.

### Bełchatów
Największymi zakładami przemysłu związanego z wydobyciem są Kopalnia Węgla Brunatnego Bełchatów oraz największa w Europie elektrownia cieplna, czyli Elektrownia Bełchatów spalającą węgiel brunatny. Powstanie i rozwój tych zakładów spowodowały ogromne szkody w środowisku naturalnym. Odkrywkowa kopalnia węgla brunatnego Bełchatowie jest jednym z najważniejszych wykopów w Europie – ma głębokość 190 m, szerokość około 2,5 km i długość niemal 6 km. Dlatego też, nieco złośliwie, zwana jest przez ekologów „największą dziurą w Europie”. Elektrownia w Bełchatowie jeszcze do niedawna była jednym z największych w Polsce producentów szkodliwych pyłów i gazów, lecz w ostatnich latach zainwestowano ogromne nakłady na filtry i systemy oczyszczania spalin.

### Piotrków Trybunalski
Największymi zakładami w Piotrkowie Trybunalskim są:
- przemysł mechaniczny i precyzyjny:
  - FMG Pioma S.A. należąca do Grupy Famur – jeden z największych w Europie producentów maszyn górniczych, w tym przenośników taśmowych, kolejek podwieszanych i spągowych.
  - Häring – produkcja czujników i części do układów wtryskowych m.in. dla BMW, Mercedes-Benz, Porsche
  - PZL-ZSM Piotrków – elementy tłoczące, zawory tłoczne, wtryskiwacze itp.
  - Metzeler Automotive Profile Systems Polska
- przemysł włókienniczy:
  - Alldan I Sp. z o.o.
  - Sigmatex Sp. z o.o.
- przemysł przetwórczy:
  - Browar Kiper
  - Browar Olbracht
- logistyka:
  - Ikea – centrum logistyczne na Europę Środkową
  - ProLogis – centra takich firm jak Unilever, Ahold i Nomi
  - Kaufland
  - Poland Central
  - Logistic City Piotrków
- inne:
  - Emerson – produkcja papieru komputerowego
  - Polanik – sprzęt sportowy
  - Polab Sp. z o.o. – polski oddział firmy Tecno Italia S.r.l.
  - Grespania
  - Masarnia Bieniek
  - Inwemer